# 帕頓 (伊利諾伊州)
帕頓（英語：Patton）是位於美國伊利諾伊州克拉克縣的一個非建制地區。該地的面積和人口皆未知。

## 地理
帕頓的座標為39°28′37″N 87°33′31″W / 39.47694°N 87.55861°W，而該地的平均海拔高度為177米（即581英尺）。